# Slow-Carb-Diät
Als Slow-Carb-Diät bezeichnet man eine Diät- bzw. Ernährungsform, die auf langkettige Kohlenhydrate aus ballaststoffreichen Lebensmitteln setzt. Diese werden langsamer vom Verdauungstrakt zerlegt. Damit haben sie eine langsamere Wirkung auf den Blutzuckerspiegel und sorgen für ein nachhaltiges Sättigungsgefühl. Ziel ist dabei unter anderem die Gewichtsreduktion.
Im Unterschied zur Low-Carb-Diät, z. B. der Atkins-Diät, wird jedoch nicht komplett auf Kohlenhydrate verzichtet. Vielmehr soll durch die Verwendung von Kohlenhydraten mit einem niedrigen glykämischen Index der Blutzucker-Spiegel im Gleichgewicht gehalten werden. Daher verzichtet man auf Lebensmittel, welche Stärke oder Zucker (einschließlich Fruchtzucker aus Obst) enthalten sowie künstliche Süßstoffe. Stattdessen soll Protein, Hülsenfrüchte und Gemüse gegessen werden.

## Ursprung
Die Slow-Carb-Diät ist eine abgewandelte Form der Steinzeiternährung (Paläo-Ernährung), mit dem Zusatz von Hülsenfrüchten. Sie wurde insbesondere durch Tim Ferriss in seinem Buch „Der 4-Stunden-Körper“ einer breiten Öffentlichkeit bekannt. Zuvor hatte er bereits im Jahr 2007 in seinem Blogartikel „How to Lose 20 lbs. of Fat in 30 Days… Without Doing Any Exercise“ berichtet, wie er mit Hilfe einer Slow-Carb-Ernährung innerhalb von 30 Tagen 10 kg Körperfett verloren habe – nur durch eine Ernährungsumstellung und ohne sportliche Aktivitäten.
Im deutschen Sprachraum ist Kilokegeln nach Nico DaVinci eine verbreitete Variante der Slowcarb-Ernährung.

## Anwendung

### Grundregeln
Um die Slow-Carb-Diät einzuhalten, sollen fünf Grundregeln beachtet werden:
1. Keine „weißen“ Kohlenhydrate
2. Fokussiere dich auf eine kleine Auswahl an gesunden Lebensmitteln
3. Trinke keine Kalorien
4. Esse keine Früchte
5. Halte einen wöchentlichen „Cheat-Day“

Wie bei den meisten Diäten, ist es auch bei der Slow-Carb-Diät zulässig und sogar geboten, einen wöchentlichen „Cheat-Day“ zu halten; also einen Tag, an dem man nach Lust und Laune jedes Lebensmittel essen darf. Dies soll die Langzeitmotivation hoch halten, da somit auf viele ungesunde aber gern gegessene Snacks nicht komplett verzichtet werden muss.
Um sich an das neue Nahrungsregime zu gewöhnen, rät Tim Ferris dazu, sich gerade am Anfang zunächst 3 bis 4 verschiedene Mahlzeiten zu überlegen und sich auf diese zu konzentrieren. Dies hat den Hintergrund, dass gerade am Anfang sich etwa auch das Kaufverhalten bei Lebensmittel ändern muss. Zudem wäre die Auswahl an gesunden und kompatiblen Lebensmitteln begrenzt.

### Erlaubte Lebensmittel
Diese Lebensmittel werden empfohlen: Eier, Fleisch, Fisch, Meeresfrüchte, Hülsenfrüchte (Linsen, Bohnen), Nüsse, Gemüse (ausgenommen Kartoffeln und Süßkartoffeln), Öl (Olivenöl, Macadamia-Nussöl, Traubenkernöl bevorzugt), körniger Frischkäse, Hanfprotein, Erbsenprotein und geschmacksneutrales Molkeprotein-Isolat. Jeden Tag darf zudem eine kleine Portion an Tomaten und Avocados gegessen werden.

### Nicht erlaubte Lebensmittel
Folgende Lebensmittel sind mit der Diät nicht vereinbar und sollten gemieden werden: Milch, Käse, Sojaprodukte (Sojamilch, Tofu), Obst (mit Ausnahme von sauren Früchten wie Zitronen und Limetten oder pikanten Früchten wie Oliven, Tomaten und Avocados), Kartoffeln, Brot, Reis, Getreide, Haferflocken, Quinoa, frittierte und panierte Lebensmittel, Mais, Popcorn, Ketchup und alle Saucen und Dressings, die Zucker, Honig, Maissirup, Ahornsirup und Fructose enthalten.
Die Getränke dürfen keine Nahrungsenergie enthalten. Alkohol ist nicht erlaubt, außer in geringen Mengen Rotwein.

## Kritik und Nebenwirkungen
Aufgrund der Ähnlichkeit zur Paläo-Ernährung gelten auch hier die dort aufgeführten Kritikpunkte. Für Veganer und Vegetarier eignet sich diese Diät nur bedingt: Zwar kommt der hohe Anteil an Hülsenfrüchten auch in vielen veganen bzw. vegetarischen Ernährungen vor. Demgegenüber ist ein hoher Anteil an Proteinen oft nur über den Verzehr von Fleisch oder zumindest Ei und Frischkäse möglich.
Für Menschen mit Reizdarmsyndrom kann der hohe Anteil an schwer verdaulichen Hülsenfrüchten zu Problemen führen. Sie sollten vor einer Ernährungsumstellung unbedingt einen Arzt aufsuchen und sich über mögliche negativen Reaktionen auf die vorgeschlagenen Lebensmittel informieren.
Auch darüber hinaus kann es zu Durchfall und starke Blähungen kommen.
Weiterhin ist – wie auch bei der ketogenen oder der Low-Carb Diät – eine starke Entwässerung und damit ein Verlust von Elektrolyten möglich. Zudem werden durch den völligen Verzicht auf Obst (außer am „Cheat-Day“) weniger Vitamine zu sich genommen. Daher müssen diese Mikronährstoffe möglicherweise durch Nahrungsergänzungsmittel ausgeglichen werden.
Eingriffe in die Ernährung können schwerwiegende gesundheitliche Folgen auslösen und sollten daher immer gut recherchiert und am besten mit einem Arzt abgesprochen werden. Bei der Slow-Carb-Diät stellen insbesondere der mögliche Verlust von Elektrolyten sowie die Verengung der Nahrungswahl auf eine kleine Auswahl mögliche gesundheitliche Risiken dar, welcher man sich im klaren sein sollte.